# Canon EOS 30D
Die Canon EOS 30D ist eine digitale Spiegelreflexkamera des japanischen Herstellers Canon, die im März 2006 in den Markt eingeführt wurde. Sie wird inzwischen nicht mehr produziert.

## Technische Merkmale
Die Kamera besitzt einen 8,2 Megapixel-CMOS-Sensor im APS-C-Format. Die höchste Auflösung erzeugt Bilder mit 3.504 × 2.336 Pixeln. Der Sensor besitzt dabei einen Formatfaktor von ungefähr 1,6 im Vergleich zum Kleinbildformat. Die ISO-Werte lassen sich in 1/3-Stufen einstellen, es stehen Werte von ISO 100 bis ISO 3200 sowie Auto zur Verfügung.
Die Bilder können sowohl im JPEG- als auch im RAW-Format in einem Bildverhältnis von 3:2 gespeichert werden. Der Objektivanschluss nimmt sowohl EF-Objektive als auch die extra für diesen Sensortyp entwickelten EF-S-Objektive des Herstellers.
Die Kamera besitzt ein eingebautes Blitzlicht, das als Aufhellblitz im Nahbereich verwendet werden kann. Es wird auch als Hilfslicht für den Autofokus genutzt, indem in kurzer Folge schwache Blitze zur Entfernungsmessung ausgelöst werden.
Das Gehäuse besteht aus einer Magnesiumlegierung. Ferner besitzt die Kamera einen „Print/Share“-Knopf.
Die Kamera besitzt im Weiteren folgende Merkmale:
- Spot-Belichtungsmessung (3,5 % des Bildausschnittes im Zentrum)
- Auswahl der Geschwindigkeit der Serienaufnahme zwischen fünf und drei Bildern pro Sekunde.
- Picture-Style- (Bildstil)-Funktion.
- TFT-Bildschirm mit Bilddiagonale von 6,35 cm (2,5″) (320 × 240 Pixel).
- Es können RGB-Histogramme angezeigt werden.
- Interner Pufferspeicher, der für noch nicht auf CompactFlash gespeicherte Bilder verwendet wird, d. h., es können mehr Bilder in schneller Abfolge aufgenommen werden, als das CompactFlash-Medium alleine zulassen würde. Da der DIGIC-Prozessor jedoch bereits nach dem ersten Bild parallel auf die Karte schreibt, hat auch die Geschwindigkeit der CompactFlash-Karte einen Einfluss auf die maximale Bildfolge.
- Die „Jump“-Funktion in der Bildwiedergabe kann über 100 Bilder oder nach Datum sortiert springen.
- Beim Einstellen des ISO-Werts wird dieser auch im Sucher angezeigt
- In Verzeichnissen auf der Speicherkarte können bis zu 9999 Bildern gespeichert werden